# الذنب (عبس)

تعديل مصدري - تعديل

الذنب هي إحدى قرى عزلة قطبة بمديرية عبس التابعة لمحافظة حجة، بلغ تعداد سكانها 244 نسمة حسب تعداد اليمن لعام 2004.